# Arhopala leokrates
Arhopala leokrates är en fjärilsart som beskrevs av Hans Fruhstorfer 1914. Arhopala leokrates ingår i släktet Arhopala och familjen juvelvingar. Inga underarter finns listade i Catalogue of Life.